# Пенькі-Жевінські (Мазовецьке воєводство)
Пенькі-Жевінські (пол. Pieńki Rzewińskie) — село в Польщі, у гміні Бабошево Плонського повіту Мазовецького воєводства.
Населення — 106 осіб (2011).
У 1975-1998 роках село належало до Цехановського воєводства.

## Демографія
Демографічна структура станом на 31 березня 2011 року:
|          | Загалом | Допрацездатний вік | Працездатний вік | Постпрацездатний вік |
| -------- | ------- | ------------------ | ---------------- | -------------------- |
| Чоловіки | 55      | 16                 | 33               | 6                    |
| Жінки    | 51      | 13                 | 26               | 12                   |
| Разом    | 106     | 29                 | 59               | 18                   |